# Publiusz Korneliusz Tacyt
Publius (albo Gaius – imię niepewne) Cornelius Tacitus, czyli Tacyt (około 55–120) – historyk rzymski, prokonsul Azji w latach 112–113.

## Życie i dzieło
Pochodził zapewne z arystokracji prowincjonalnej i urodził się prawdopodobnie w Galii. Retoryki uczył się u Kwintyliana. Przyjaźnił się z przedstawicielami kultury swej epoki, zwłaszcza z Pliniuszem Młodszym. Zaręczony w roku 77 z córką konsula Juliusza Agrykoli – zdobywcy Brytanii i jej namiestnika, zawarł z nią wkrótce potem związek małżeński (bezdzietny). 
Tacyt był homo novus, czyli pierwszym w rodzie, który objął wyższe urzędy i wszedł do senatu. Pełnił urzędy kwestora (81-82), pretora (88), konsula (97), w końcu prokonsula Azji (112/113), które odsuwały go od pracy historyka podjętej po świadomym zrezygnowaniu z zawodu retora (mówcy). W Dialogu o mówcach wyjaśniał, że w czasach niedostatecznej swobody słowa zawodu tego nie sposób dobrze wykonywać.
Najpewniej jako pierwszą wydał pracę De vita et moribus Iulii Agricolae („Żywot Juliusza Agrykoli”, 45 rozdziałów), poświęconą teściowi, lecz malującą jego życie na szerokim tle historycznym. Później napisał pierwszą monografię etnograficzną obcych plemion – Germanię (46 rozdziałów), w której odbiorcę uderza rzetelność i obiektywizm autora. Kilka wzmianek odnosi się do plemion zamieszkujących ziemie dzisiejszej Polski (ludy Lugiów i Wenetów).
Główne dzieła Tacyta stanowią (niezachowane w całości) Dzieje („Historiae”) i Roczniki – od śmierci boskiego Augusta („Annales – ab excessu divi Augusti”). W pierwszym opisywał w 14 księgach okres historii Rzymu od Galby do Domicjana (69–96 n.e.). W drugim, obejmującym 16 ksiąg – dzieje dawniejsze, od panowania Tyberiusza do rządów Nerona (14–68 n.e.). Starał się w swych pracach o obiektywizm; pisał według zasady sine ira et studio (bez gniewu i stronniczości), umiejętnie korzystając z dostępnych źródeł. Mimo to, opisując konflikty cesarzy z senatem, opowiadał się wyraźnie po stronie tego ostatniego. Na pierwszym planie stawiał cnotę (łac. virtus), wyznając pogląd, iż od wartości moralnej ludzi i ich postępków zależy bieg dziejów. Za historycznie uwarunkowane uznawał głębsze zjawiska dziejowe, takie jak przejście od republiki do cesarstwa (pryncypatu).
„Znakomite charakterystyki postaci, dojrzałość sądu, zwięzłość stylu uczyniły z pism historycznych Tacyta arcydzieła literatury światowej”. W opinii prof. K. Kumanieckiego, „dzięki talentowi pisarskiemu, wnikliwości psychologicznej i trafności sądu jest Tacyt jednym z najwybitniejszych, jeśli nie najwybitniejszym historykiem rzymskim”.
Jego „Dzieje" i „Roczniki”, a także „Żywot Agrykoli” oraz „Germania” są znaczącymi źródłami wiedzy o wczesnym cesarstwie rzymskim, m.in. głównym źródłem wiedzy o wojskowości Rzymian. Jako historyk rzetelnie wykorzystywał źródła zarówno dokumentowe (akta senackie, codzienne wiadomości oficjalne, tzw. Acta Diurna), jak i pamiętnikarskie oraz prace innych historyków (np. Pliniusza Starszego). Powstały dzięki temu dzieła jednolite kompozycyjnie i znakomite literacko, stanowiące najcenniejsze źródło do historii Rzymu I stulecia n.e.

## Twórczość
Spośród pięciu pism Tacyta zachowały się:
- De vita et moribus Iulii Agricolae (98)
- De origine et situ Germanorum (98)
- Historiae [pierwsze 4 księgi i część piątej] (po 100)
- Dialogus de oratoribus (102-107)
- Annales – ab excessu divi Augusti [fragmentaryczna ks. 5, brak 4 ksiąg (7-10) oraz zakończenia ks. 16] (109-116)

## Recepcja pism Tacyta
W starożytności i średniowieczu dzieła znakomitego historyka nie cieszyły się poczytnością. Naśladowania jego zasad i stylu próbował ostatni liczący się dziejopis IV wieku – Ammianus Marcellinus, kontynuator Tacytowych Dziejów. Wcześniej istnienie jego pism przypominał cesarz Marek Klaudiusz Tacyt (275-276), uważający się za jego potomka, który polecał kopiowanie ich i umieszczanie w bibliotekach publicznych, dzięki czemu znaczna część przetrwała. W V stuleciu korzystali z Tacyta chrześcijańscy historycy – Sulpicjusz Sewer i Paweł Orozjusz, w VI w. cytował go Kasjodor.
W epoce karolińskiej znajomość jego prac wykazuje Rudolf z Fuldy w IX wieku, później stwierdzić ją można dopiero w czasach Odrodzenia u Boccaccia i Machiavellego. Pierwsze druki pism zaczynają ukazywać się w latach 1469-1515, sprzyjając szerszemu zapoznawaniu się z jego twórczą spuścizną. W epoce Oświecenia Wolter krytykował go jako historyka, zarzucając mu fanatyzm, Napoleon I nienawidził go jako wroga cesarzy i oszczercę wszystkich panujących. Niechętny był mu też znakomity historyk niemiecki Theodor Mommsen.